# Killdozer
Killdozer! è un film per la televisione del 1974, diretto da Jerry London, con Clint Walker e Carl Betz. Il film è stato omaggiato in Grindhouse - Planet Terror di Robert Rodriguez, in cui uno dei protagonisti appella il proprio motore "Killdozer".